# Giacinto Scelsi
Giacinto Scelsi (La Spezia, 8 de gener del 1905 – Roma, 8 d'agost del 1988) va ser un compositor italià i poeta en llengua francesa. Va ser compte de Ayala Valva. Les seves obres musicals més característiques es basen fonamentalment en una sola nota, alterada pel tractament dels seus harmònics mitjançant inflexions micro-tonals, de timbre, de dinàmiques, volum, densitats, de tempo o d'octava. Va ser el precursor de l'espectralisme.

## Vida
Descendent d'una família de la noblesa italiana, Scelsi va estudiar primer a Roma i després a Viena amb un alumne d'Arnold Schönberg. Va ser el primer compositor italià que adoptà el dodecafonisme, molt abans que Luigi Dallapiccola. Va passar temporades fent viatges a Suïssa i a França on va començar l'amistat amb Jean Cocteau, Norma Douglas, Mimi Franchetti i Virginia Woolf.
Quan retornà a Roma, Scelsi va organitzar, amb els seus propis estalvis, concerts de música contemporània en col·laboració del compositor Goffredo Petrassi on es van interpretar obres de Stravinski, Kodály, Shostakovich, Schönberg i Hindemith, en aquell moment poc coneguts a Itàlia.
L'any 1940 es va refugiar a Suïssa on es va casar amb Dorothy-Kate Ramdsen. La seva activitat artística va ser molt intensa tant de poeta com de compositor. El pianista Nikita Magaloff va estrenar moltes de les seves obres.
Després de la guerra, l'any 1945, Scelsi va retornar a Roma i a finals dels anys 40 va patir una crisi moral molt profunda que el va portar a qüestionar totes les seves anteriors composicions.
Durant una estada a un hospital psiquiàtric, només va tocar una sola nota en el piano, una vegada i una altra. Era un La bemoll. Això el va portar a explorar totes les possibilitats sonores amb els harmònics provocats per les vibracions per simpatia.
Llavors va fer uns quants viatges per Orient, on va descobrir l'espiritualitat. Després de nombrosos viatges per Europa, va decidir establir-se a Roma, on treballava de manera solitària. Va esdevenir un dels principals compositors del post-serialisme.
Scelsi va arribar a veure la creació artística com un mitjà de comunicació d'una realitat més elevada i transcendental. Enamorat de les cultures orientals, Scelsi volia ser un missatger, un "carter", com li feia il·lusió de dir, d'un missatge més espiritual. La seva imatge no va ser pública fins després de la seva mort, ja que considerava que el seu rostre no havia d'influenciar a la seva música. S'identificava amb un cercle i una línia a sota, un símbol d'origen oriental.
La seva obra va influir en la música de molts compositors posteriors. Tristan Murail, Gérard Grisey, Michaël Levinas, Giovanna Sterburina i Solange Ancona en són un exemple. Amb aquest últim, Scelsi hi va coincidir a la Villa Medici a principi dels anys 1970.

## Obra
Scelsi va compondre més de 150 obres musicals. Les que van deixar empremta són les posteriors a 1950, que es caracteritzen per una obsessió amb el so, sovint monòdica i amb clústers instrumentals o vocals, que usen microintervals.
Al principi escrivia totes les seves peces per a un instrument sol, però en el transcurs dels anys 1950 la seva obra es va eixamplar cap a petites formacions de música de cambra i va abandonar a poc a poc el seu instrument predilecte, el piano. Aquest no era l'apropiat per a les seves recerques noves sobre les articulacions i les durades de notes.
Amb les Quattro Pezzi per Orchestra o Quatro pezzi per su una nota sola (1959), aquesta nova concepció de la música i del so pren la seva forma madura. Cadascuna de les quatre composicions es basa en una nota sola tocada per una orquestra de cambra amb diferències lleugeres d'atac i articulació.
Hi ha també una inspiració oriental en les composicions. Aion, quatre episodis de la vida de Brama (1961) i Konx-Om-Pax 1968 (tres termes que volen dir «pau» en assiri, sànscrit i llatí) en són un exemple. A sobre, tots els títols de les seves peces tenen a veure amb aquest misticisme oriental o exòtic.
Les seves obres orquestrals de maduresa es caracteritzen per la utilització preponderant de corns i instruments de percussió, si bé els instruments de corda conserven una funció important.

## Períodes Compositius
Abans que Scelsi arribes a la seva maduresa musical, va haver de passar per un llarg trajecte estilístic.

### Primer període (1940-1950)
Es va convertir en un dels primers seguidors del dodecafonisme a Itàlia i es va interessar en les teories de Scriabin. Va estudiar amb un deixeble de Alan Berg a Viena i també amb un seguidor de Scrabin a Suïssa. Les seves primeres composicions van ser per a piano. Ell mateix era un gran pianista.
En la seva primera etapa, l'estil dodecafònic mesclat amb elements neoclàssics i neo-barrocs marcaven les seves obres.
Durant la II Guerra Mundial, Scelsi va escriure el Quartet de corda nº1 (1944). És la obra més important entre les seves primeres composicions.
Durant aquest mateix període, la seva esposa el va deixar i més tard va patir una crisi psicològica. La seva teràpia va consistir en tocar una sola nota en el piano una vegada i una altra. D'aquesta manera va poder crear el seu propi i nou estil.

### Segon període (1950-1960)
A Scelsi li van anar sorgint idees musicals influenciades de l'Orient i l'Índia en particular. El resultat final és una immensa intensificació de la potència d'un so en particular. Quan Scelsi va començar a compondre de nou l'any 1952, va tornar immediatament cap al seu instrument: el piano. Va realitzar suites i altres conjunts de peces. La suite de la Paz Nº 9 (1953) o Quattro Illustrazioni (1953).
A mitjans dels anys 50, el compositor va abandonar totalment el piano. Era el seu mitjà d'expressió més important fins al moment. Però, per ell, era necessari començar a compondre per instruments que tinguessin la capacitat de reproduir i utilitzar micro-intervals per així poder realitzar les noves idees musicals. Sobretot amb cordes. El que conserva Scelsi de les seves obres anteriors és una escriptura totalment pianística.
Encara que la seva posició aristocràtica el va alliberar de les preocupacions financeres, la seva vida emocional el va amargar molt.
Havia viatjat molt extensament a l'Índia i al Nepal, aprenent del ioga oriental i el misticisme.
Així doncs, el segon període de Scelsi comença amb el retorn a la composició de la música per a piano, movent-se a través d'una varietat de peces curtes que podríem classificar com a clàssiques i acaba amb l'abandonament del piano per a centrar-se en el seu nou pensament musical. Realitzant obres de tant importància com Quatri Pezzi per Orchestra de 1959.És aquí quan estableix els aspectes bàsics del seu estil madur. Tots aquests anys de dolor i les seves composicions el van ajudar a trobar la seva expressió en la música.

### Tercer període (1960-1970)
El tercer període comença amb Scelsi centrant-se en cada vegada grups més grossos.
Les seves obres simfòniques, Harqualia (1960), Aion (1961) i Hymnos (1963) formen una espècie de trilogia orquestral i en el seu conjunt fan una super-simfonia de aproximadament 50 minuts de duració.
A més a més d'aquestes tres grans obres, els principis dels anys 60 es va poder observar el retorn de Scelsi a la composició de quartets de corda amb un seguit d'obres espectacularment més variades:
- String Quartet No. 2 (1961)
- String Quartet No. 3 (1963)

- String Quartet No. 4 (1964)

També, durant aquests anys va tornar a fer música per a grups petits de música. "Ygghur" (1961-1965) per un sol cello, Elegia per TY (la seva esposa) duo de viola i cello.
Scelsi va començar a compondre música vocal. "Khoom" (1962) per a soprano, trompa, quartet de cordes i percussió n'és un bon exemple i "Tkrdg" (1968) per cor i sis veus, guitarra amplificada i percussió.
El 1966, Scelsi va escriure la seva obra més complicada i dramàtica: la obra mestra per a cor i orquestra "Uaxcutum". Explica la llegenda d'una ciutat maia destruïda pels seus habitants per motius religiosos.
"Konx-OM-Pax" (1969) marca els extrems de Scelsi en el seu tercer període. És la última peça que utilitza moviments llargs i de formes grans.

### Quart període (1970-1987)
Comença a partir de 1970 amb un retorn del llenguatge purament tonal de "Antífona" per tenor, coro mascolí i vuit veus. En general, la música de principis de la dècada dels 70 es caracteritza per peces molt curtes. En aquest últim període, Scelsi marca l'escriptura amb el teclat en "Nomine Lucis" (1974) que consistia en dotze peces. Una per un orgue elèctric cromàtic i l'altre per un orgue elèctric desafinat un quart de to. "Aitsi" (1974) per piano preparat suposa el retorn de Scelsi al piano.
Per acabar, Scelsi crea una obra molt original anomenada "Maknongan" (1976). En aquest moment, tenia més de 70 anys i havia produït més d'un centenar d'obres d'una gran varietat i originalitat. Aquesta obra és per un instrument solista. Pot ser per a tuba, contrafagot, saxo baix, flauta baixa o contrabaix.
L'any 1987 va compondre la seva última obra - "Mantram". Per a un contrabaix

## Últims anys
En els seus últims anys de vida, Scelsi es va dedicar a assistir als concerts on s'interpretaven les seves obres. El 1987, a Colònia, hi va haver el concert més famós en el qual, Scelsi va assistir-hi personalment, tan a l'estrena com a la supervisió dels assajos.
El seu últim concert va ser l'1 d'abril de 1988 al seu poble natal on no hi havia retornat des de la seva infància. Va perdre el coneixement el dia 8 d'agost de 1988 i va morir l'endemà a Roma. Scelsi havia predit que moriria aquest dia anys abans.
Després de la seva mort, es va posar en dubte l'autenticitat de la seva obra precisament per còpies fetes a partir d'unes improvisacions. El compositor Vieri Tosatti va escriure a través de la premsa que era el verdader autor de l'obra de Scelsi. Tosatti va col·laborar estretament amb ell, però és difícil definir amb precisió el grau d'aquesta col·laboració.
Cal dir que Giacinto Scelsi treballava molt amb els músics que interpretaven les seves obres. Això va ser un aspecte musical molt important per a ell. Alguns dels intèrprets més coneguts amb els que ha treballat són Michiko Hirayama (veu), Joëlle Léandre (contrabaix) i Frances Marie Uitti (violoncel).

## Catàleg d'obres
| Any     | Obra | Tipus d'obra                    | Duració |
| ------- | --- | ------------------------------- | ------- |
| 1925    | Introduzione e fuga, per orquestra de cordes. | Música orquestral (cambra)      | -       |
| 1929    | Chemin du coeur, per violí i piano. | Música instrumental (duo)       | -       |
| 1929/30 | Rotative. Poema simfònic per 3 pianos, cordes i percussions (rev. 1930 per 2 pianos i percussió). | Música orquestral               | 06:30   |
| 1930    | Scherzo, per piano. | Música solista (piano)          | -       |
| 1930/34 | Suite nº 2. Los doce Profetas menores, per a piano. | Música solista (piano)          | 47:00   |
| 1930/40 | Paralipomena, record per a piano. | Música solista (piano)          | -       |
| 1930/40 | Preludes, per piano [entre 24 i 40, no se sap amb certesa, alguns perduts]. | Música solista (piano)          | -       |
| 1930/40 | Six pieces, Dai Paralipomeni, per a piano. | Música solista (piano)          | 09:00   |
| 1931    | Danse, per a piano. | Música solista (piano)          | -       |
| 1932    | Diálogo, per violoncel i piano. | Música instrumental (duo)       | -       |
| 1932    | Sinfonietta. | Música orquestral               | -       |
| 1933    | Tre canti (según el Poema Paradisiaco de Gabriele D'Annunzio), per veu i piano. | Música vocal (piano)            |         |
| 1933    | L'Amour et le crâne (Charles Baudelaire), per veu i piano. | Música vocal (piano)            | -       |
| 1933    | Tre canti di primavera (Sibilla Aleramo), per veu i piano. | Música vocal (piano)            |         |
| 1934    | Concertino, per piano i orquestra. | Música orquestral (concertante) | -       |
| 1934    | Toccata, per piano. | Música solista (piano)          | -       |
| 1934    | Poemi, per piano. | Música solista (piano)          | -       |
| 1934    | Sonata per violí i piano. | Música instrumental (duo)       | -       |
| 1935    | Capriccio, per a piano. | Música solista (piano)          | -       |
| 1935    | Suite nº 5. El Circo, per a piano. | Música solista (piano)          | 15:00   |
| 1936    | Preludio, arioso e fuga, per orquestra. | Música orquestral               | -       |
| 1936    | Trío (1936), per violí, violoncel i piano. | Música instrumental (trío)      |         |
| 1936/39 | Four Poems, per a piano. | Música solista (piano)          | 09:00   |
| 1936/40 | 24 Preludes, per a piano. | Música solista (piano)          | 30:00   |
| 1937    | perdus [Texto de Jaan Wahl], per veu femenina i piano. | Música vocal (piano)            | 04:00   |
| 1939    | Sonata para piano nº 2. | Música solista (piano)          | 18:00   |
| 1939    | Sonata para piano nº 3. | Música solista (piano)          | 18:00   |
| 1939    | Hispania. Tríptic per a piano. | Música solista (piano)          | 18:00   |
| 1939    | Suite nº 7, para piano. | Música solista (piano)          | 14:00   |
| 1939    | Suite nº 6. El capriccio di Ty, per piano. | Música solista (piano)          | 25:00   |
| 1939    | Trío (1939), per violí, violoncel i piano. | Música instrumental (trío)      |         |
| 1940    | Variationi e Fuga, para piano. | Música solista (piano)          | 15:00   |
| 1941    | Sonata para piano nº 4. | Música solista (piano)          | 14:00   |
| 1943    | Ballata, per violoncel i piano. | Música instrumental (duo)       | 15:00   |
| 1944    | Cuarteto de cuerda nº 1. | Música de cambra (quartet)      | 28:00   |
| 1948    | La nascita di verbo, cantata per cor mixte i orquestra. | Música vocal (cantata)          | 42:00   |
| 1950    | Trío (1950, inedito), per a vibràfon, marimba i percussió. | Música instrumental (trio)      |         |
| 1951    | Divertimento nº 1, per violí solo. | Música solista (violí)          | 10:00   |
| 1952    | Suite nº 8. Bot-Ta. Un'evocazione del Tibet con i suoi monasteri sulle alte montagne - Rituali tibetani - Preghiere e danze, para piano.                                                                                     | Música solista (piano)          | 25:00   |
| 1953    | Quattri iIlustrazioni. Quattro illustrazioni sulla metafora di Visnû, per a piano. | Música solista (piano)          | 10:00   |
| 1953    | La Piccola, suite en quatre moviments. | Música orquestral               |         |
| 1953    | Suite nº 9. Ttai. Una successione di episodi che esprime alternativamente il Tempo, piû precisamente, il Tempo in movimento e l'Uomo come simbolizzato da cattedrali o da monasteri, con il suono dell'Om sacro, para piano. | Música solista (piano)          | 38:00   |
| 1953    | Cinque Incantesimi (dedicados a H. Michaux), para piano. | Música solista (piano)          | 10:00   |
| 1953    | Suite para flauta y clarinete. | Música instrumental (duo)       | 10:00   |
| 1954    | Tre Studi, para clarinete solo. | Música solista (clarinet)       | 07:00   |
| 1954    | Divertimento nº 2, para violin solo. | Música solista (violí)          | 10:00   |
| 1954    | Suite nº 10. Ka (La parola Ka ha significati diversi, ma il principale è Essenza), para piano. | Música solista (piano)          | 19:00   |
| 1954    | Quays, flauta contralto o flauta en do. | Música solista (flauta)         | -       |
| 1954    | Preghiera per un'ombra, para clarinete. | Música solista (clarinet)       | 09:00   |
| 1954    | Pwylll, para flauta sola. | Música solista (flauta)         | 06:00   |
| 1954/55 | Coelocanth, para viola sola. | Música solista (viola)          | 10:00   |
| 1954/58 | Yamaon. Yamaon profetizza al popolo la conquista e la distruzione della città di Ur, para bajo y cinco instrumentos. | Música vocal (instrumentos)     | 10:00   |
| 1955    | Divertimento nº 3, per violí solo. | Música solista (violí)          | 12:00   |
| 1955    | Divertimento nº 4, per violí solo. | Música solista (violí)          | 15:00   |
| 1955    | Hyxos, per a flauta i percussió. | Música instrumental             | 15:00   |
| 1955    | Action Music, per a piano. | Música solista (piano)          | 15:00   |
| 1956    | Tre Pezzi, per saxofon soprano o tromba baixa. | Música solista (saxofon)        | 06:00   |
| 1956    | Ixor I-IV, per clarinet (Versión para saxofón soprano o otro instrumento ad ancia). | Música solista (clarinet)       | 04:00   |
| 1956    | Quattri Pezzi, para trompa. | Música solista (trompa)         | 09:00   |
| 1956    | Suite nº 11, para piano. | Música solista (piano)          | 30:00   |
| 1956    | Quattri Pezzi, para trompeta. | Música solista (trompeta)       | 10:00   |
| 1956    | Tre Studi, para viola sola. | Música solista (viola)          | 07:00   |
| 1956    | Divertimento nº 5, para violí solo. | Música solista (violí)          | -       |
| 1956    | Tre Pezzi, per a trompeta baixa. | Música solista (trompeta)       | 06:00   |
| 1957    | Manto, per a viola. Nel terzo movimento l'interprete canta. | Música solista (viola)          | 06:00   |
| 1957    | Tre Pezzi, per a trombó. | Música solista (trombó)         | 09:00   |
| 1957    | Triphon, Juventud–Energía–Drama. (1ª parte de la Trilogía para violonchelo, Las tres edades del hombre). | Música solista (violonchelo)    | 13:30   |
| 1957    | Le fleuve magique, per violoncel solo. | Música solista (violonchelo)    | 03:00   |
| 1957    | Rucke di Guck, per a flautí i oboè. | Música instrumental (duo)       | 09:00   |
| 1957/65 | Dithome. Madurez–Energía–Pensamiento. (2ª parte de la Trilogía para violonchelo, Las tres edades del hombre). | Música solista (violonchelo)    | 13:00   |
| 1958    | Elegia per Ty, per a viola i violoncel. | Música instrumental (dúo)       | 09:40   |
| 1958    | I presagi, per a 10 instruments. | Música instrumental             | 09:30   |
| 1958    | Tre canti popolari, per a quatre veus (o múltiples) mixtes. | Música vocal                    | 07:00   |
| 1958    | Tre canti sacri, per a vuit veus mixtes. | Música vocal                    | 10:00   |
| 1958    | Trío (1958), per a viol´i, viola i violoncel. | Música de cámara (trío)         | 09:00   |
| 1959    | Quattri Pezzi (su una sola nota), per a orquestra de cambra. | Música orquestal (cámara)       | 13:30   |
| 1959    | Kya, per a clarinet sol i set instruments. | Música instrumental             | 11:00   |
| 1960    | Hurqualia, Un reino diferente, per a 4 percussionistes, timbaler i orquestra. | Música orquestral               | 06:00   |
| 1960    | Hô. Cinc melodies per a soprano solo. | Música vocal                    | 12:00   |
| 1960    | Wo Ma, per a baix solo. | Música vocal                    | 09:00   |
| 1961    | Aiôn. Cuatro episodios de un día de Brahma, per a sis percussionister, timbaler i orquestra. | Música orquestal                | 19:00   |
| 1961    | Cuarteto de cuerda nº 2. | Música de cambra (quartet)      | 17:00   |
| 1962    | Riti: I funerali d'Achille (1ª Parte de Riti, o Marches rituelles), per a quartet de percussió. | Música instrumental (percusión) | 04:00   |
| 1962    | Riti: I funerali di Alessandro Magno (323 J. C./323 B. C.) (2ª Parte de Riti, o Marches rituelles), para contrabajo, tuba bajo, contrabajo de cuerdas, órgano eléctrico y percusión.                                         | Música instrumental             | 10:00   |
| 1962    | Khoom. Siete episodios de una historia de amor y muerte nunca escrita, en una tierra lejana, per a soprano i 6 instruments.                                                                                                  | Música vocal (instrumentos)     | 20:00   |
| 1962    | Lilitu, per a veu femenina sola. | Música vocal (capella)          | 03:30   |
| 1962    | Taiagarû. Cinc evocacions per a soprano solo. | Música vocal                    | 12:00   |
| 1962/72 | Canti del xapricorno, vint cants per a veu femenina o veu amb instrument. | Música vocal (instrumentos)     | 45:00   |
| 1963    | Chukrnm, per a orquestra de cordes. | Música orquestal (cámara)       | 14:00   |
| 1963    | Cuarteto de cuerda nº 3. | Música de cambra (cuarteto)     | 16:00   |
| 1963    | Hymnos, per a orgue i 2 orquestres. | Música orquestal                | 10:00   |
| 1964    | Xnobybis, per a violí. | Música solista (violín)         | 14:00   |
| 1964    | Cuarteto de cuerda nº 4. | Música de cambra (cuarteto)     | 10:00   |
| 1964    | Yliam, per a cor femení. | Música coral (capella)          | 08:00   |
| 1965    | Anagamin (aquel que decide si volver o no), para 12 instrumentos de cuerda. | Música instrumental             | 06:00   |
| 1965    | Dúo per a violí i violoncel. | Música instrumental (dúo)       | 10:30   |
| 1965    | Anahit, Poema lírico dedicado a Venus, para violin y 18 instrumentos. | Música instrumental             | 11:00   |
| 1965    | Igghur. Vejez–Recuerdos–Catarsis–Liberación (3ª parte de la Trilogía para violonchelo, Las tres edades del hombre). | Música solista (violonchelo)    | 14:00   |
| 1965/67 | Elohim, para 10 instrumentos de cuerdas. | Música instrumental             |         |
| 1966    | Ko-Lho, para flauta y clarinete. | Música instrumental (dúo)       | 07:00   |
| 1966    | Ohoi. Los principios creativos. para 16 instrumentos de cuerda. | Música instrumental             | 07:00   |
| 1966    | Uaxuctum, la leyenda de una ciudad maya destruida por sus habitantes por motivos religiosos, para 7 percusionistas, timbalista, coro y orquesta.                                                                             | Música coral (orquesta)         | 20:00   |
| 1967    | Natura renovatur (versión para 11 instrumentos del Cuarteto nº 4). | Música instrumental             | 10:30   |
| 1967    | Kövirgivoger, para voz sola. | Música vocal                    | -       |
| 1967    | CKCKC, para voz y mandolina. | Música vocal (instrumento)      | 04:00   |
| 1967    | Ko-Tha. Trois danses de Shiva. (Guitarra sola tratada como percusión). | Música solista (guitarra)       | 09:00   |
| 1967/68 | TKRDG, para 6 voces de hombres, guitarra amplificada y dos percusionistas. | Música vocal (instrumentos)     | 14:00   |
| 1968    | Okanagon. Okanagon deve essere considerato come un rito e, se si vuole come il battito del cuore della terra, para arpa, tam-tam y contrabajo.                                                                               | Música instrumental             | 10:00   |
| 1969    | Konx-Om-Pax. Tres aspectos del sonido: como primer movimiento de lo inamovible; como fuerza creativa; como la sílaba Om, para coro y orquesta.                                                                               | Música orquestal                | 17:00   |
| 1969    | Ogloudoglou, para una voce masculina o femenina o percusión (un intérprete). | Música vocal (instrumentos)     | 04:00   |
| 1970    | Le Grand sanctuaire. Il est grand temps - Même si je voyais, para tenor solo (Texto: Grégoire de Nazaire y anónimo). | Música vocal                    | 02:00   |
| 1970    | Antifona (sul nome Gesû), para coro masculino y tenor solo. | Música coral (capella)          | 04:00   |
| 1970    | Three latin prayers (Ave Maria, Pater noster, Alleluja) (hay arreglo para clarinete), para voz viril o femenina sola o con coro al unísono.                                                                                  | Música vocal (capella)          | 05:00   |
| 1972    | Nuits (C'est bien la nuit - Le réveil profond), para contrabajo. | Música solista (contrabajo)     | 07:30   |
| 1972    | Pranam I. Alla memoria di Jani e Sia Ckriston, para voz, 12 instrumentos y cinta. | Música vocal (instrumentos)     | 07:30   |
| 1973    | Arc-en-ciel, dúo de violines. | Música solista (violines)       | 03:30   |
| 1973    | Sauh I e II. Dos liturgias para dos voces femeninas o una voz con cinta. | Música vocal                    | 06:00   |
| 1973    | L'âme ailée - L'âme ouverte. Dos piezas para violin solo. | Música solista (violín)         | 08:00   |
| 1973    | Pranam II, para nueve instrumentos. | Música instrumental             | 06:00   |
| 1973    | Sauh III e IV, para cuatro voces femeninas (o múltiples). | Música vocal                    | 07:00   |
| 1974    | Pfhat, Un rayo... y el cielo se abrió, para coro, órgano y orquesta. | Música orquestal                | 08:00   |
| 1974    | In Nomine Lucis. Alla memoria di Franco Evangelisti, para órgano solo. | Música solista (órgano)         | 08:00   |
| 1974    | Voyages (Il allait seul - Le fleuve magique), para dos contrabajos. | Música solista (contrabajos)    | 08:00   |
| 1974    | To the master, Due improvvisazioni con Victoria Parr, para violonchelo y piano. | Música instrumental (dúo)       | 11:00   |
| 1974    | Et maintenant - C'est à vous de jouer. 2 dúos para violonchelo y contrabajo. | Música instrumental (dúo)       | 10:00   |
| 1974    | Aitsi. Pieza para piano amplificado. | Música electrónica              | 06:00   |
| 1974    | Manto per Quattro, vocal e instrumentos. | Música vocal (instrumentos)     | 04:30   |
| 1974/85 | Cuarteto de cuerda nº 5, a la memoria de Henri Michaux. | Música de cámara (cuarteto)     | 07:00   |
| 1975    | Kshara, para dos contrabajos. | Música instrumental (dúo)       | 07:30   |
| 1975    | Litanie, para dos voces femeninas al unísono o para voz femenina con cinta. | Música vocal                    | 04:00   |
| 1975    | Dharana, contrabajo y violonchelo. | Música instrumental (dúo)       | 07:30   |
| 1976    | Riti: I funerali d'Carlo Magno (3ª Parte de Riti, o Marches rituelles), para violonchelo y percusión. | Música instrumental             | 10:00   |
| 1976    | Maknongan, para flauta octobasso (versión para saxofón bajo o para instrumento bajo preparado o voz de bajo). | Música solista (flauta)         | 04:00   |
| 1978/88 | Un Adieu, para piano (obra póstuma). | Música solista (piano)          | -       |
| 1985    | Olehö, para voz sola. | Música vocal (capella)          | -       |
| 1986    | Krishna e Radha. Improvisazioni con Carin Levine, para flauta y piano. | Música instrumental (dúo)       | -       |
| 1987    | Mantram, para contrabajo. | Música solista (contrabajo)     | 05:00   |

## Discografia

### Accord (Musidisc)
- SCELSI, Giacinto: Oeuvre intégrale pour choeur et orchestre symphonique: 1. Aion / Pfhat / Konx-Om-Pax, 2. Quattro Pezzi / Anahit / Uaxuctum, 3. Hurqualia / Hymnos / Chukrum. Orquesta y Coro de la Radio-Televisión Polaca de Cracovia, director Jürg Wyttenbach. Grabaciones de 1988 (1.), 1989 (2.) y 1990 (3.). Accord, ref. 201692, 1992, 3 CD (1. Accord, ref. 200402, 2. Accord, ref. 200612, 3. Accord, ref. 201112). Reeditado por Universal-Musidisc, ref. 000 000-0.
- SCELSI, Giacinto: Elegia per Ty / Divertimento nº3 pour violon / L'Âme ailée / L'Âme ouverte / Coelocanth / Trio à cordes. Zimansky, violín; Schiller, viola; Demenga, violochelo. Accord, 200622, 1989.
- SCELSI, Giacinto: Quattro illustrazioni / Xnoybis / Cinque incantesimi / Duo pour violon et violoncelle. Suzanne Fournier, piano; Carmen Fournier, violín; David Simpson, violonchelo. Accord, 200742, 1990.
- SCELSI, Giacinto: Suite No.8 (Bot-Ba) / Suite No.9 (Ttai). Werner Bärtschi, p. Accord, 200802, 1990
- SCELSI, Giacinto: Intégr œuvr ch: Sauh III & IV / TKRDG / 3 Canti populari / 3 Canti sacri / 3 Latin Prayers / Yliam. New London Chamb Ch, Percussive Rotterdam / J. Wood. Accord, 206812

### CPO
- SCELSI, Giacinto: Complete Works for Clarinet: Tre Pezzi / Ko-Lho / Ixor I-IV / Maknongan / Preghiera per un'ombra / Suite fl & cl-sib / Kya. Smeyers, Mohr, Ens Avance / Z. Nagy. CPO, 999 266-2, 1997
- SCELSI, Giacinto: Chamb Wks flute & piano: Hyxos / Pwyll / 5 incantesimi / Rucke di Guck / Quays / 4 illustrazioni / Krishna e Radha. Levine, Veale, Becker, Salmen. CPO, 999 340-2, 1998

### Mode
- SCELSI: Giacinto Scelsi 2: The Orchestral Works, vol. 1: Hymnos / Hurqualia / Konx-om-pax / Canti del capricorno. Carnegie Hall, director Juan Pablo Izquierdo. Mode, ref. 95, 2000.

### Altres segells
- SCELSI, Giacinto: Kya / Pranam II / Aitsi / Arc-en-ciel / Le Fleuve magique / Ko-Lho / Poème piano no.2 / Pwyll / Quattro Pezzi tpt / Maknongan. Ensemble 2E2M / P. Méfano. Adda, ref. 581 189.
- SCELSI: Trilogía: Triphon, Dithome, Igghur / Ko-Tha. Frances-Marie Uitti. Etcetera, KTC 1136
- SCELSI: Intégr musique chambre orch à cordes: Natura Renovatur / Anagamin / Ohoi / Elohim. Orch Royal de Chambre de Wallonie / Jean-Paul Dessy. Forlane, 16800, 2000
- SCELSI: Okanagon. Joëlle Léandre (et alt). Hat Hut, hatART 6124
- SCELSI: Kya / Ixor / Rucke di Guck / Tre Pezzi / Yamaon / Maknongan. Marcus Weiss, Johannes Schmidt, Ensemble Contrechamps / Jürg Wyttenbach. Hat Hut, hat[now]ART 117, 1999
- SCELSI: Mode, « Giacinto Scelsi 1: Piano Works, vol.1 », …, 2000
- SCELSI: Les cinq quattuors à cordes: Quattuors Nos.1-5 / Trio à cordes / Khoom. Quatuor Arditti; Michiko Hirayama, v; (et alt.). Salabert Actuels, 2SCD 8904-5, 2 CD
- SCELSI: Canti del Capricorno. Michiko Hirayama, v (et alt.). Wergo, WER 60127-50, 1988